# Alphonse Ier (manikongo)
Pour les articles homonymes, voir Alphonse Ier et Mvemba.
Alfonso Ier Nzinga Mvemba (Funsu Nzinga Mvemba en kikongo), aussi appelé Mvemba a Nzinga (1457-1543), est le deuxième monarque chrétien du royaume du Kongo. Âgé d'environ 85 ans en 1542, il serait né vers 1457. Fils du premier ntotila converti au christianisme Nzinga a Nkuwu, celui-ci est considéré comme le plus grand monarque du royaume Kongo, surnommé par l’historiographie européenne « l’apôtre du Congo ».

## Contexte et premiers contacts avec les Portugais
Les contacts entre Portugais et Bakongo remontent à la découverte par Diogo Cão de Kongo dia Ntotila en 1483, durant laquelle le roi Nzinga Nkuwu accueillit favorablement l’arrivée des Portugais dans son royaume, et fit part lors de leur retour de sa volonté de se convertir au christianisme et de recevoir des ouvriers européens pour que tout le royaume puisse bénéficier du savoir faire technique des Portugais.
À leur retour, les Portugais organisèrent le baptême de Nzinga Nkuwu sous le nom de Joao Ier le 3 mai 1491 et son fils Nzinga Mvemba fut baptisé sous le nom d’Afonso (Mfunsu en kikongo) le 4 juin 1491. Afonso Nzinga Mvemba, aux côtés du roi Nzinga Mvemba à cette époque, a, tout comme son père, effectué la corrélation entre la religion prêchée par les Portugais et l’abondance de biens matériels (tissus précieux, armes à feu, navires) dont les Portugais jouissaient aux yeux des Bakongos.
Le roi Nzinga Nkuwu retourne rapidement à la religion africaine traditionnelle et apostasie le christianisme, car l’interdiction de la polygamie était incompatible avec la politique matrimoniale royale ainsi qu’avec l’économie agricole kongo, qui repose en grande partie sur les femmes, celles-ci représentant la majeure partie de la main d’œuvre agricole. Il en résulte l’expulsion des missionnaires portugais en 1495. Fidèle au christianisme, Mvemba Nzinga baptisé Afonso se retira dans la province qu’il gouvernait, la province de Nsundi, et recueillit les missionnaires expulsés de la capitale Mbanza Kongo.
À la mort de celui-ci, la majorité des grands du royaume, traditionalistes, ont élu comme successeur de Joao I un membre de la lignée cadette royale prenant le parti de la religion africaine traditionnelle, Mpanzu a Nzinga. Celui-ci commande à Mpangu. Sous le motif de la primogéniture (jusqu’alors ignorée de la royauté kongo) et faisant partie de la lignée aînée, Afonso, avec le concours des Portugais, fait valoir ses droits sur le trône. Un affrontement eut lieu entre le parti chrétien dirigé par Afonso Nzinga Mvemba face au parti traditionnel mené par Mpanzu Nzinga. Le conflit armé tourna à l’avantage du parti chrétien, soutenu par quelques portugais. La tradition orale a gardé une explication miraculeuse de la victoire d’Afonso : « vu dans l’air une croix blanche et le bienheureux apôtre saint Jacques, avec de nombreux cavaliers armés et vêtus de blanc, les combattre et les tuer ». Il s'agirait plus vraisemblablement des Portugais montés sur les rares chevaux ayant survécu à la mouche tsé-tsé. Durant la bataille, Mpanzu Nzinga fut tué tandis que le capitaine des armées Nsaku ne Vunda (le Mani Vunda) fut épargné et conservera le rôle d’entretenir l’Église (ajout de la nouvelle charge religieuse à l’ancienne). Les armoiries d'Alphonse Ier du Kongo commémorent cette victoire miraculeuse,.

## Apôtre du Congo (1506-1519)
À la suite de cette victoire, Afonso Ier monte sur le trône et entreprend la christianisation du royaume en 1506. La correspondance d’Afonso avec le roi du Portugal rapporte l’épisode de la conversion des Kongos après un discours de celui-ci aux Kongos. Afonso organise les destructions des fétiches et donne à la place des crucifix aux chefs locaux dans la foulée selon les traditions orales. Cet engouement pour le christianisme lui valut une renommée auprès des Portugais présents dans le royaume qui s’empressèrent de relayer l’image d’un roi saint, d’un seigneur de la foi voulant propager le christianisme dans tout le royaume comme le montre un rapport du prêtre Ruy d’Aguiar datant de mai 1516 « quand il donne audience ou qu’il instruit les procès, ses paroles s’inspirent de Dieu et des exemples de saints », « que Votre Altesse apprenne que sa vie chrétienne est telle qu’il m’apparait à moi, non comme un homme, mais comme un ange envoyé par le Seigneur à ce royaume pour le convertir, surtout lorsqu’il parle et qu’il prêche ». Des éloges qui resteront comme la marque de fabrique du règne comme le montre dans une lettre datée de 1622 « Dom Afonso, second roi chrétien qui fut si grand catholique que nos chroniques du Portugal l’appellent l’apôtre du Congo ».
La politique royale d’Afonso Ier avait pour but de christianiser Kongo dia Ntotila, et ainsi de consolider son pouvoir et celui de l’État autour d’une noblesse lettrée, en priorité ses parents, pour établir une véritable bureaucratie. En effet dès 1509, Afonso Ier fit construire des locaux d’école pour 400 élèves, entourés « de murs très hauts ». Ce fut une véritable innovation même si les fils de nobles résidaient toujours à la cour du roi selon la coutume. Mbanza Kongo, capitale du royaume prit le nom de Kongo dia Ngunga puis de San Salvador, du nom de l’église principale, élevée entre 1517 et 1526.

## Politique de modernisation de l’État
En 1516, après dix ans de règne, le vicaire Ruy d’Aguiar observe la présence d’un millier d’étudiants, ce qui confirme une certaine réussite. Il signale aussi l’existence d’écoles pour filles, tenues par la sœur du roi. De plus l’élite proche du roi, ses parents les plus proches, acquiert une éducation directement à l’étranger, au Portugal. Dès 1506, la première année de règne, le « fils » d’Afonso (fils ou neveu étant donné que chez les Kongo la relation primordiale est celle d’oncle à neveu et non celle de père à fils) Henrique et un neveu maternel, Rodrigo, furent envoyés à Lisbonne pour étudier. Le nombre de fils de nobles allant au Portugal afin d’étudier croissent au fil des ans, en 1511 ce fut le tour d’un frère cadet du roi et de quelques neveux d’aller à Lisbonne. En 1512, dix-neuf personnes embarquèrent pour Lisbonne, puis une vingtaine en 1516, malgré la mort de quelques-uns avant d'avoir atteint le port de Mpinda, sous les assauts de quelques rebelles. Les résultats de cette politique furent mitigés et arrêtés par les Portugais à cause de la forte mortalité des congolais. Néanmoins une micro-élite lettrée va émerger, avec Henrique qui deviendra le premier évêque catholique de l’Afrique subsaharienne et un neveu du roi lui aussi nommé Afonso, professeur qui « tiendra une école publique d’humanités à Lisbonne ».
Par cette politique, Afonso veut réserver le savoir à sa parenté la plus proche ainsi qu’à ses partisans les plus puissants. Les connaissances modernes tout comme le christianisme sont les agents du renforcement du pouvoir royal et étatique.

## Traite et déclin
Dans une des lettres d’Alphonse Ier envoyé au roi du Portugal Manuel Ier, Alphonse Ier demande au roi du Portugal Manuel Ier d’envoyer beaucoup d’ingénieurs Portugais au Kongo dia Ntotila (ou Ntotela) afin qu’ils forment l’élite Kongo à la technologie. Le roi du Portugal accepte à la condition qu’ Alphonse Ier paie en humain. Bien qu’il s’était opposé au début, Alphonse Ier finit par accepter en donnant des prisonniers de guerre et des criminels mais quelque temps après Alphonse Ier s’aperçoit du non-respect du pacte par les Portugais.
En effet un nombre d'architectes, de médecins et de pharmaciens Portugais se tournent vers le commerce plutôt que d'exercer leur profession et ignorent les lois du Kongo. En 1510, Alphonse Ier demande à Manuel Ier d’envoyer un représentant ayant autorité sur ses compatriotes Portugais mais Manuel Ier répondit par un ambitieux plan d'occidentalisation de la société Kongo en échange d'ivoire, de cuivre et d'humains. Afonso rejeta la plus grande partie de ce plan, mais l'expansion du commerce d'esclaves présentait de sérieux défis pour la stabilité du Kongo et la relation avec le Portugal se détériora. Les esclaves étaient des prisonniers de guerre et des criminels mais les Portugais ne s’en contentèrent pas. Les Portugais dépassèrent les limites en allant dans les États vassaux du Royaume du Kongo et en s’impliquant massivement dans les affaires Kongo,,,,.
En 1520, l’explorateur portugais Manuel Pacheco, se rendit compte que les chefs côtiers de l’Angola actuel furent désireux de commercer directement avec le Brésil, sans subir la tutelle Kongo. De ce fait, les navires ne passant plus expressément à Mpinda, port dans la zone de Soyo, la province maritime du royaume de Kongo, la traite devint plus incontrôlable ainsi en 1526 des nobles faisant partie du lignage royal furent déportés. Afonso I écrivit au roi João III pour dénoncer les abus de la traite, chose qu’il eut aussi fait en 1514 puis auprès du Vatican. Vaine tentative car le Brésil est désormais une colonie demandeuse d’esclaves, la traite négrière est désormais indispensable à l’économie coloniale. Afonso accusa les Portugais d'aider des brigands dans son propre pays et d'acheter des citoyens libres,,,.
Le Portugal prétendait traiter le Kongo sur un pied d'égalité mais a limité la souveraineté du Kongo à plusieurs niveaux. Sur le plan commercial, le Portugal n’a pas réussi à recadrer les commerçants Portugais qui contournaient les lois du Kongo ; sur le plan juridique, le Portugal a toléré les activités illégales des Portugais vivant au Kongo ; sur le plan religieux, le Portugal a cherché à abolir les croyances et pratiques religieuses Kongos,,.
Dans une des lettres d’Alphonse Ier datant de 1526 destinée au roi du Portugal João III :
« Chaque jour, les commerçants enlèvent notre peuple - les enfants de ce pays, les fils de nos nobles et de nos vassaux, même des membres de notre propre famille. Cette corruption et cette dépravation sont si répandues que notre terre est entièrement dépeuplée. Nous n’avons besoin dans ce royaume que de prêtres et des instituteurs, et non de marchandise, à moins que ce ne soit du vin et du pain pour la messe. Nous souhaitons que ce royaume ne soit pas un lieu de commerce ou de transport d’esclaves. Un nombre de nos sujets désirent ardemment les marchandises portugaises que vos sujets ont introduites dans nos royaumes. Pour satisfaire cet appétit démesuré, ils s'emparent de beaucoup de nos gens, des hommes libres et hommes exemptés, et très souvent il arrive qu'ils enlèvent même des nobles et des fils de nobles, et nos parents, et les emmènent pour les vendre aux hommes blancs qui sont dans nos royaumes ; ils les cachent ; d'autres sont secrètement emmenés pendant la nuit pour qu'ils ne soient pas reconnus. Dès qu'ils sont entre les mains d'hommes blancs, ils sont marqués au fer rouge. Lorsque nos gardes les reconnaissent lors des embarquements sur les bateaux, les blancs prétendent les avoir achetés et ils ne peuvent pas dire à qui. Il est de notre devoir de faire justice et de rendre aux hommes libres et hommes exemptés leur liberté, nous ne pouvons pas mener à bien notre mission car vos sujets prétendent être offensés, lorsque nous leur faisons remarquer cela. Pour éviter cela nous avons adopté une loi selon laquelle tout homme blanc vivant dans nos royaumes et voulant acheter des marchandises devra d'abord en informer trois de nos nobles et fonctionnaires de notre cour sur lesquels nous nous appuyons pour cette affaire, à savoir Dom Pedro Manipanza, Dom Manuel Manissaba, notre huissier en chef, et Goncalo Pires notre cargo en chef qui contrôleront la légalité des marchandises et donneront leur aval (…),. »
Les relations entre le roi Afonso et les Portugais se détériorent, un attentat contre sa personne est manqué le jour de Pâques 1539. Afonso Nzinga Mvemba meurt en 1543, dans des circonstances inconnues.

## Descendance
Le roi Alphonse Ier laisse la descendance suivante :
- Pierre Ier, roi du Kongo ;
- Henri (portugais : Henrique) évêque de Mpangu de 1517 à 1539 ;
- princesse Nzinga Mvemba mère des rois : François Ier, Jacques Ier et Henri Ier ;
- princesse Dona Isabel Lukeni lua Mvemba, mère du roi Alvare Ier (cf. Dynastie Kwilu) ;
- princesse Dona Ana Ntumba Mvemba, grand-mère par son fils Afonso Mubica Ntumba du roi Pierre II (cf. Kinkanga) et arrière grand-mère par sa fille Nzenze et sa petite-fille Lukeni des rois Alvare VI et Garcia II (cf. Nlaza Kanda).

## Culture populaire
Mvemba Nzinga est le dirigeant du Kongo dans le jeu vidéo Civilization VI.